# Krka (Slowenien)
Die Krka (deutsch Krainer Gurk), ein rechter Nebenfluss der Save, ist mit ca. 111 km der längste Fluss in Dolenjska (Unterkrain) in Slowenien.

## Name
Erstmals schriftlich genannt wird der Fluss bei Strabon (63 v. Chr. – 19 n. Chr.) als Korkóras. Der Name könnte sich vom indogermanischen Wortstamm  *kūro- für 'kräftig, stark' ableiten.

## Lauf
Der Fluss entspringt zwei von unterirdischen, gewaltig schäumenden Karstgewässern gespeisten Quellen in der Nähe des Dörfleins Gradiček, knappe zwei Kilometer nordwestlich vom gleichnamigen Wallfahrtsort Krka und ca. 10 km südlich von Ivančna Gorica gelegen. Im oberen Teil in südöstlicher Richtung an den Orten Lese, Marinča vas, Fužina, Zagradec und Žužemberk vorbei, über Tuffsteinschwellen und Dämme fließend, durchdringt der Fluss malerische Schluchten. Etwa ab dem Weiler Soteska ändert die Krka – etwas behäbiger – ihren Lauf in nordöstlicher Richtung an den Orten Novo mesto, Dolnje Kronovo, Dobrava, Kostanjevica na Krki und Krška vas entlang, um sich danach, nach etwa 1 km bei Brežice kurz vor der kroatischen Grenze in die Save zu ergießen. In diesem unteren Verlauf ist der Fluss wesentlich breiter, besonders tief, und im Sommer so warm, dass beispielsweise im idyllischen Kostanjevica darin gebadet wird.

## Nebengewässer
Von West nach Ost: Radešica, Sušica, Prečna, Težka voda, Radulja sowie einige weitere kleinere Zuflüsse.

## Verschmutzung
Laut Untersuchungen des Laibacher Jožef Štefan Institutes ist die Krka durch TBT (Tributylzinnhydrid) und Quecksilber belastet. Bei TBT übersteigen die Messwerte die zulässigen Grenzwerte um den Faktor 60. Laut Aussagen des Direktors Dušan Harlander vom zuständigen Gesundheitsamt in Novo mesto wurde die letzte „ernsthafte“ Untersuchung des Zustandes der Krka im Jahre 1990 durchgeführt.
Im August des Jahres 2013 verendete in Kostanjevica an der Krka eine große Anzahl von Muscheln. Dabei war überwiegend die Art Unio crassus (Bachmuschel) mit einer Größe von bis zu 10 cm betroffen. Die Ursachen für das Muschelsterben wurden nicht untersucht, weil das Umweltschutzamt (Zavod RS za varstvo narave) nicht die Mittel hat um bei akuten Vorfällen Untersuchungen bei Gewässern durchzuführen und die Gemeinde Konstanjevica nicht bereit war, für diese Untersuchungen aufzukommen. Somit weiß man nicht, ob Klimaveränderungen für das Sterben eine Rolle gespielt haben (hohe Temperaturen, niedriger Wasserstand, geringer Sauerstoffgehalt des Gewässers) oder ob daran eine lokale Wasserverschmutzung Schuld war. Muscheln reagieren empfindlicher auf Verschmutzungen als beispielsweise Fische, die leicht ihren Aufenthaltsort wechseln können. Der Fluss wird im Rahmen des regelmäßigen Monitorings an 13 Stellen kontrolliert: von Soteska bis zu Grič bei Brežice. Die letzte Untersuchung in diesem Rahmen fand im Juli 2013 statt, damals war das Wasser in Ordnung.

## Bemerkenswertes und Sehenswürdigkeiten im Verlauf des Flusses
- Auf der Anhöhe über den Quellen stand einst die Burg Obergurk (Vrhkrka), urkundlich etwa 1323 als Stammsitz der Herren von Gurk erwähnt. Die Burg soll nach dem Erlöschen der Grafen von Cilli von Jan Vitovec geschleift worden sein.[7]
- Im Ort Krka steht die imposante Wallfahrtskirche, die den Heiligen Cosmas und Damian geweiht ist. Die heutige Form erhielt die Kirche im Jahre 1757; sie ist das bedeutendste barocke Gebäude aus der Mitte des 18. Jahrhunderts in Dolenjska.[8]
- Der größere Ort Žužemberk ist der wirtschaftliche Mittelpunkt der Suha krajina (Dürre Mark). Als erste Besitzer der dortigen Burg, die im Zweiten Weltkrieg zerstört wurde und nunmehr konserviert und restauriert wird, nennt Valvasor Hunel und Valjhun von Seisenberg, die 1311 dort residiert haben sollen.
- In der Umgebung von Žužemberk wurden einst beiderseits des Flusses mehrere Wassermühlen betrieben. In Prapreče, einem Vorort von Žužemberk, ist noch eine – nicht mehr betriebene, aber gut erhaltene – Mühle zu sehen, die im Privatbesitz der Familie Vehovec steht.
- Der Ort Dvor, ca. 5 km flussabwärts von Žužemberk gelegen, war einst ein bedeutendes Eisenindustriezentrum, als die Grafen von Auersperg dort ein Eisenwerk und eine Eisengießerei errichteten. Davon sind nur noch Reste eines Hochofens übergeblieben.
- Kostanjevica na Krki, auf einer Insel der Krka gelegen, deshalb auch das „Venedig von Unterkrain“ (Dolenjske Benetke) genannt – ist die älteste und zugleich die kleinste Stadt in der Dolenjska. Unweit der Stadt steht das von Bernhard von Spanheim im Jahre 1234 gegründetes Zisterzienserkloster Kloster Kostanjevica (Landstrass). Im Jahre 1785 aufgehoben. Heute dient es als Ausstellungs- und Museumskomplex Forma viva.
- Am rechten Ufer des Flusses Ruine der Burg Stara Soteska (Alteinöd) – einst Stammsitz der Herren von Ainöd – Gefolgsleute der Grafen von Görz.
- Am linken Ufer des Flusses Soteska (Ainödt) – ein nach dem Jahre 1664 von Georg Siegmund von Gallenberg errichtetes Schloss. Letzte Besitzer waren die Fürsten von Auersperg. Im Zweiten Weltkrieg erlitt das Gebäude schwerste Beschädigungen.[7]

- Novo mesto – gegründet im Jahre 1365 von Herzog Rudolf IV. von Österreich. Heute die größte Stadt in Unterkrain, gilt auch als Hauptstadt der Dolenjska. In der Kathedral- und Kapitelkirche ist das Altarbild des Hl. Nikolaus von Tintoretto zu sehen. In der Franziskanerkirche sind drei Epitaphien, darunter auch das des Befehlshabers an der Kroatischen Grenze, Johann Freiherr von Lenković (slowenisch und kroatisch Ivan Lenković).
- Am rechten Ufer des Flusses Schloss Graben – einst Stammsitz der Herren von Graben.
- Das Schloss Otočec (deutsch: Wördl) – liegt ebenfalls auf einer Insel der Krka. Valvasor nennt als erste Besitzer die Herren von Wärth oder Werder: 1265 Ulrich, 1322 Valhun und 1372 Hainzel. Das Gebäude wurde im Zweiten Weltkrieg von den Partisanen niedergebrannt; nach dem Krieg wiederaufgebaut, dient es heute touristischen Zwecken.[7]